# Allan Clayton
Allan James Clayton est un ténor britannique, qui s'est illustré notamment dans l'opéra de langue anglaise.

## Débuts
Allan Clayton est né en 1981. Il a commencé comme choriste à la cathédrale de Worcester puis a étudié le chant au sein de la chorale du Saint John's College de Cambridge. De 2007 à 2009, a été artiste de la BBC Radio 3 New Generation Artists Scheme, qui aide les jeunes artistes de talent à franchir les étapes de leur carrière en les faisant connaître aux auditeurs de la radio au travers d'émissions régulières.
Il est remarqué dès ce rôle d'Albert Herring dans l'opéra éponyme de Benjamin Britten, tiré d'une nouvelle de Maupassant, le Rosier de Madame Husson  qu'il chante d'abord au Festival de Glyndebourne puis  Paris à l'Opéra Comique en 2009. Le webzine ResMusica, en parle en ces termes : « Les autres protagonistes sont excellents, surtout Allan Clayton, déjà remarqué dans le périlleux rôle-titre, l’été dernier à Glyndebourne ». Poursuivant sa carrière débutante dans des rôles d'opéra du même style, Allan Clayton est Crapule dans les Aventures de Pinnochio de Jonathan Dove, en février et mars 2008 au Sadler’s Wells Theatre de Londres. Il en sort un DVD chez Opus Arte. Et c'est à nouveau à l'Opéra Comique de Paris qu'il se produit en Bénédict dans Béatrice et Bénédict de Hector Berlioz, dans une mise en scène de Dan Jemmett, sous la direction d'Emmanuel Krivine.

## Carrière
Dès lors, Allan Clayton, va diversifier ses rôles tout en restant une référence de l'opéra de langue anglaise. Il est ainsi remarqué dans le rôle secondaire mais important de Cassio, dans l'Otello de Verdi donné par le London Symphony Orchestra sous la direction de Sir Colin Davis avec le ténor Simon O'Neil dans le rôle-titre, sorti en CD en 2010 puis en 2012 dans son interprétation dans La Création de Haydn en version anglaise, donnée au Théâtre des Champs Elysées, où le critique note « avec une mention particulière pour le jeune ténor Allan Clayton, tout à fait épatant (musicalité, style). ». Il chante également le rôle de Jean et de l'Ange dans Written on Skin de Georges Benjamin, œuvre créée au Festival d'Aix en Provence en 2012 puis reprise au Capitole de Toulouse.
En 2015, le festival de Glyndebourne reprend The Rape of Lucretia, soixante-dix ans après sa création avec Peter Pears auquel Allan Clayton succède et « brille particulièrement dans cet emploi, ciselant tout son texte avec une attention de chaque instant ».
En 2017, il se produit à nouveau à l'Opéra Comique pour Miranda, d'après le semi-opéra de Henry Purcell, dans une mise en scène de Katie Mitchell et un livret revu par Cordelia Lynn. Malgré les limites du personnage, « le ténor arrive à déployer une agréable dimension à son personnage ». Et en 2021, c'est au Komische Oper de Berlin qu'il incarne  Jim Mahoney dans Grandeur et décadence de la ville de Mahagonny dans une mise en scène de Barrie Kosky. Il poursuit aussi sa carrière dans Berlioz avec la Damnation de Faust au festival de Glyndebourne en 2019. Il chante également dans Wagner, notamment le rôle de David dans die Meistersinger von Nurnberg, au Royal Opera House, en 2017 sous la direction d'Antonio Pappano et aux côtés du Sachs de Bryn Terfel.
Deux rôles vont particulièrement marquer sa carrière, rôles qu'il reprend à plusieurs reprises. Il est le créateur du rôle d'Hamlet dans l'opéra éponyme du compositeur australien Brett Dean, créé sur commande en 2017 au festival de Glyndebourne. Hamlet avec Allan Clayton dans le rôle-titre est ensuite repris au Festival d'Adélaïde en 2018, puis en 2022 au Metropolitan opéra de New York où elle donne lieu à une retransmission dans les cinémas du monde entier en live HD. Elle est à nouveau à l'affiche pour l'ouverture du festival de l'opéra de Munich en juin et juillet 2023, sous la direction de Vladimir Jurowski comme lors de sa création. L'enregistrement de Glyndebourne donne lieu à la sortie d'un DVD.
L'autre rôle pour lequel il devient l'une des références actuelles est celui de Peter Grimes qu'il incarnera dans une mise en scène de Deborah Warner, en coproduction sur plusieurs grandes scènes européennes. Le ténor chante Peter Grimes d'abord au Teatro Real de Madrid en 2021, avant de le reprendre avec la même équipe et dans la même mise en scène, à Londres au Royal Opera House en 2022 et à l'opéra de Paris en janvier et février 2023. Le Metropolitan Opera reprend en 2022, la production de John Doyle, avec Allan Clayton dans le rôle-titre.

## Récompenses et titres
En 2018, il remporte le prix de la Royal Philharmonic Society dans la catégorie chanteur, avec cette mention« One singer particularly commanded attention, both for the astonishing range and the excellence of his singing »
Il a été nommé membre de l'Ordre de l'Empire britannique (MBE) lors des honneurs d'anniversaire de 2021 pour ses services rendus à l'opéra.

## Discographie et Vidéographie
- A Great And Glorious Victory And Other Choral Music : Jonathan Willcocks, Allan Clayton, English Cathedral Singers, Portsmouth Choral Union - (CD, Album ) 2006

- Les aventures de Pinocchio de Jonathan Dove : Mise en scène : Martin Duncan ; décors et costumes : Francis O’Connor. Avec : Victoria Simmonds, Pinocchio ; Jonathan Summers, Gepetto ; Mary Plazas, la Fée Bleue ; Rebecca Bottone, Cricket / Parrot ; Graeme Broadbent, Marionnettiste / Juge-singe / Monsieur Loyal / Grand pêcheur vert ; Allan Clayton, Crapule ; Mark Wilde, Chat ; James Laing, Renard / Cocher ; Carole Wilson, Pigeon / Escargot ; Paul Gibson, Bonimenteur ; Ben Kerslake, Arlequin ; Gillene Herbert, Rosaura ; Nicholas Butterfield, Pantalone ; Jeremy Peaker, Docteur Chouette / Maçon ; Campbell Russell, Docteur Corneille ; Hazel Croft, Docteur Coccinelle ; Edward Thornton, Marchand de charbon ; Anthony Cunningham, Fabricant de tambours. Chœur et Orchestre d’Opera North (chef de chœur : Bernhard Schneider), direction : David Parry. Réalisation : Thomas Grimm. 1 coffret de 2 DVD Opus Arte. Enregistré les 29 février et 1er mars 2008 au Sadler’s Wells Theatre, Londres.
- Britten, Malcolm Martineau, Allan Clayton, Jennifer Johnston, Robin Tritschler, Nicky Spence, Benjamin Hulett, Benedict Nelson, Elizabeth Atherton - Songs Volume 2 (2xCD, Album) - 2011
- Otello de Giuseppe Verdi,  Avec : Simon O’Neill, Otello ; Anne Schwanewilms, Desdemona ; Gerald Finley, Iago ; Allan Clayton, Cassio ; Ben Johnson, Roderigo ; Alexander Tsymbalyuk, Lodovico ; Matthew Rose, Montano ; Lukas Jakobsky, le héraut ; Eufemia Tufano, Emilia. London Symphony Chorus (chef de chœur : Joseph Cullen). London Symphony Orchestra, direction : Sir Colin Davis. 2 CD LSO LiveRéférence : LSO 0700. Enregistré en décembre 2009 à Londres.
- Written on skin (Benjamin) :  Martin Crimp, Pierre-Laurent Aimard, Barbara Hannigan, Bejun Mehta, Christopher Purves, Rebecca Jo Loeb, Allan Clayton, Mahler Chamber Orchestra - CD Nimbus Records - 2013
- Written On Skin (George Benjamin), Martin Crimp - Christopher Purves, Barbara Hannigan, Bejun Mehta, Victoria Simmonds, Allan Clayton, Orchestra Of The Royal Opera House*, George Benjamin, Katie Mitchell - DVD Opus Arte - 2013.

- Carmina Burana (Carl Orff) - Sarah Tynan, Allan Clayton, Christopher Maltman, The BBC National Orchestra* And Chorus Of Wales*, Massed Youth Choirs Of Wales, Andrew Litton - CD BBC Music - 2016

- Hamlet (Brett Dean) : Allan Clayton (Hamlet), Barbara Hannigan (Ophélie), Sarah Connolly(Gertrude), Rod Gilfry (Claudius), Kim Begley (Polonius), John Tomlinson(le Fantôme d’Hamlet père, le Fossoyeur, l’Acteur), David Butt Philip(Laërte), Jacques Imbrailo (Horatio), Rupert Enticknap (Rosencrantz), Christopher Lowrey (Guildenstern), London Philharmonic Orchestra, The Glyndebourne Chorus, dir. Vladimir Jurowski. Mise en scène : Neil Armfield (juin 2017, Glyndebourne). 2018 - DVD Opus Arte OA 1254 D. Distr. DistrArt Musique.